# Långgarn

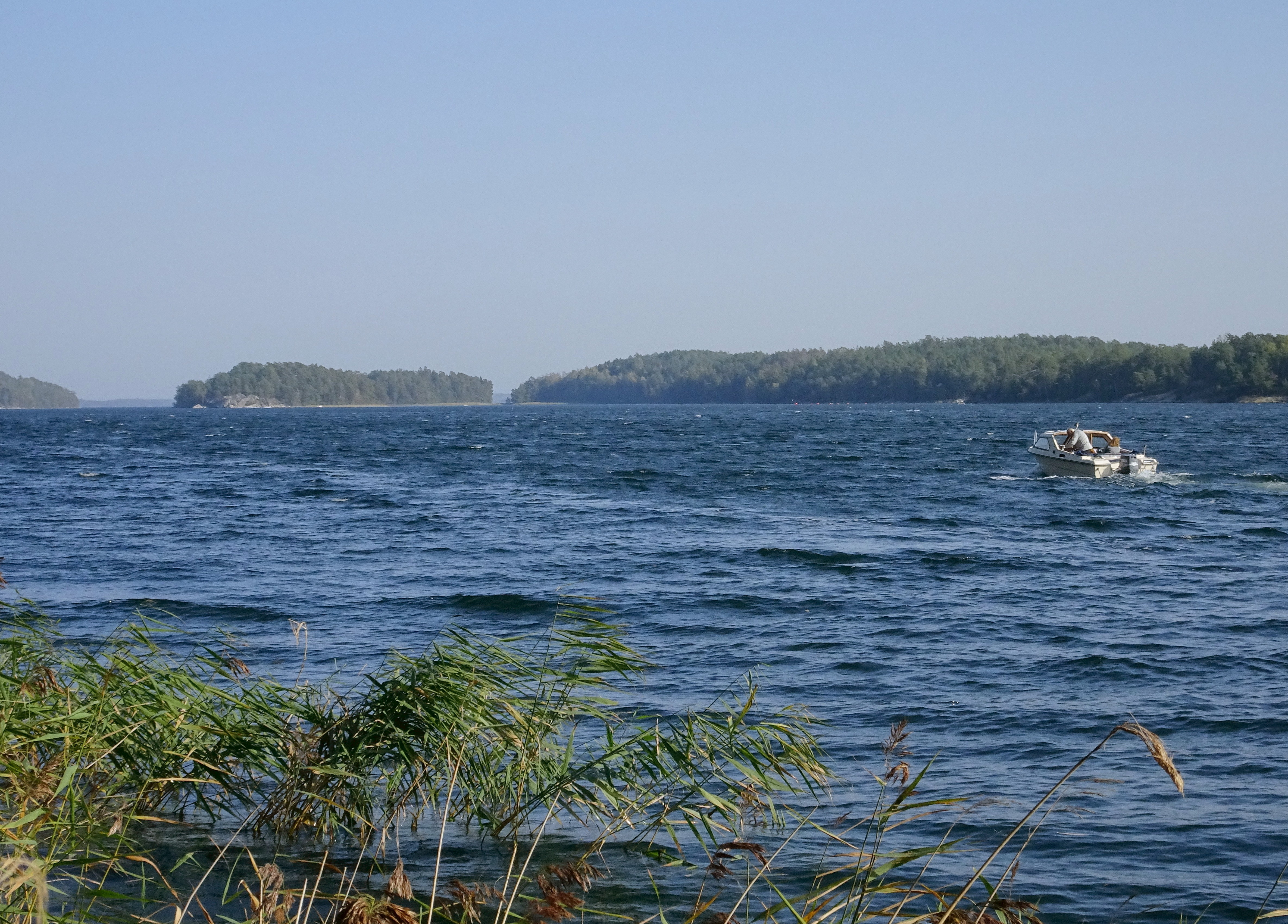
Långgarnsfjärden med Långgarn och Bergholmen i fonden, september 2020.

Långgarn är en ö i Muskö socken i Haninge kommun i Horsfjärden. Ön har en yta på 1,13 kvadratkilometer.
Långgarn tillhörde de gustavianska arvegodsen men kom 1628 att läggas under Häringe slott. Redan på den tiden torde ön ha haft fastboende. Under början av 1900-talet fanns tre hushåll på ön, av vilka två främst ägnade sig åt jordbruk, medan ett främst ägnade sig åt fiske. På 1950-talet styckades ön upp i fritidshustomter; idag finns omkring 90 fritidshus på ön. 2012 fanns 14 fastboende på ön. Norr om ön sträcker sig Långgarnsfjärden.